# Centrolene pipilatum
Centrolene pipilatum (Lynch & Duellman, 1973) è un anfibio anuro appartenente alla famiglia Centrolenidae.

## Descrizione
I maschi misurano mediamente da 19,5 a 22,9 mm e le femmine da 21,8 a 22,1 mm.

## Distribuzione
Questa specie è endemica dell'Ecuador.

## Conservazione
La specie è considerata dall'IUCN come in pericolo probabilmente a causa della distruzione dell'habitat.